# ヴィム・キーフト
ヴィム・キーフト（Wim Kieft、1962年11月12日 - ）は、オランダ出身の元サッカー選手。現役時代のポジションはFW。

## 経歴
地元アムステルダムに本拠地を置くアヤックスにてプロデビューすると、所属していた4年間で3度のリーグ優勝を経験した。1982年8月には、19歳9ヶ月16日（最年少記録）でリーグ戦50得点をマークした。10代で50得点を記録したのはキーフトただひとりである。自身も1981-82シーズンにはエールディヴィジの得点王となり、ヨーロッパ・ゴールデンシューにも選ばれている。1983年にセリエAに昇格したばかりのピサへと移籍するも、すぐにセリエBへと降格した。1984-85シーズンは15ゴールを決め、1985-86シーズンに再びクラブをセリエAに昇格させ、同年にトリノへと移籍した。翌年、PSVに移籍し、一年間のボルドー移籍を挟んでPSVでプレー、1987-88シーズン、チャンピオンズカップ決勝のベンフィカ戦では延長PK戦で2番手のキッカーとしてPKを成功させ、優勝を果たしたが、同年のインターコンチネンタルカップ、ナショナル戦では延長PK戦でPKを失敗した一人となり、チームは敗れた。1994年に現役を引退した。
オランダ代表としては1982年3月23日のスコットランド戦で代表初ゴールを決めた。UEFA欧州選手権1988では3試合に出場、グループリーグのイングランド戦でファンバステンのゴールをアシスト、アイルランド戦で1ゴールを決めた。決勝では出場機会を得られなかったが、優勝を果たした。1990 FIFAワールドカップでは途中出場などで4試合に出場グループリーグ初戦のエジプト戦で1ゴール、第3戦のアイルランド戦ではフリットのゴールをアシストするなど、決勝トーナメント進出に貢献した。UEFA EURO '92にも招集され、準決勝のデンマーク戦に途中出場した。1993年9月22日、ワールドカップ予選のサンマリノ戦で代表では最後の出場を果たした。43試合11ゴールの成績を残した。
2009年8月、古巣PSVアイントホーフェンのリザーブチームのコーチに就任した。

## 個人成績

### 代表での成績
出典
| オランダ代表 | 国際Aマッチ | 国際Aマッチ |
| 年           | 出場        | 得点        |
| ------------ | ----------- | ----------- |
| 1981         | 1           | 0           |
| 1982         | 5           | 1           |
| 1983         | 0           | 0           |
| 1984         | 2           | 2           |
| 1985         | 5           | 3           |
| 1986         | 1           | 0           |
| 1987         | 0           | 0           |
| 1988         | 5           | 2           |
| 1989         | 4           | 1           |
| 1990         | 8           | 1           |
| 1991         | 5           | 0           |
| 1992         | 6           | 1           |
| 1993         | 1           | 0           |
| 合計         | 43          | 11          |